# ساتوشی واتانابه
ساتوشی واتانابه (ژاپنی: 渡辺聡؛ زادهٔ ۸ ژوئن ۱۹۸۲) یک بازیکن فوتبال اهل ژاپن است.
از باشگاه‌هایی که در آن بازی کرده‌است می‌توان به باشگاه فوتبال یوکوهاما اشاره کرد.